# Guinda
Le guinda est un treuil ou cabestan horizontal en bois, logé à l'arrière du chaland de Loire et utilisé en particulier pour abaisser ou remonter le mât et la voile, ou se treuiller dans les passages difficiles à remonter. 

## Étymologie
Guinda, du vieux norrois vindáss « treuil », appartient aux quelques mots du vocabulaire naval de la Loire empruntés aux Vikings, en raison de leur présence constante dans l'embouchure du fleuve pendant une centaine d'années, tout comme les mots guirouée « girouette » (> français girouette, forme altérée d'après girer « tourner »), du vieux norrois veðrviti mot-à-mot « qui montre le temps (atmosphérique) », ainsi que boitas, du vieux norrois beitiáss, perche encore utilisée sur les chalands à clins de la Loire au siècle dernier.
Cependant les plus anciennes mentions du terme sont normandes. Il est d'abord attesté sous la forme windas chez l'écrivain Wace, ensuite chez divers auteurs et dans divers textes normands, dont les comptes du Clos des galées de Rouen sous la forme vindas en 1382 - 1384. En normand méridional, comme dans les dialectes de l'ouest et en français central, le w- initial a fait place à gu- (alors qu'en normand septentrional il est passé à v-), d'où *guindas devenu guinda. Cet étymon est aussi devenu guindeau avec changement de suffixe lorsqu'il a été emprunté par le français standard. Le radical wind- / guind- est aussi celui du mot guinder (anciennement aussi vinder, winder) « hisser au moyen d'un treuil, en particulier, une ancre, une voile, une charge à bord d'un bateau ».
Il se poursuit dans les langues scandinaves modernes : islandais vindás « treuil »; féroien vinda « treuil, guindeau »; norvégien vindass « essieu d'une cloche » et vinde « guindeau »; danois vinde « treuil, guindeau ».

## Description
Le guinda serait un aboutissement des efforts visant à passer les ponts depuis leur construction sur le fleuve à partir du XIe siècle, en abaissant et relevant rapidement le mât (le halage étant une perte de temps et s'avérant onéreux pour les forts tonnages). Outre la manœuvre du mât à l'approche du pont, le guinda servait, si nécessaire, à remonter le chaland sur son ancre une fois celle-ci passée et jetée au-delà à l'aide d'une barque. Il est remplacé par des treuils à partir du milieu du XIXe siècle.